# Iwan Kład´ko
Iwan Makarowycz Kład'ko (ukr. Іван Макарович Кладько, ros. Иван Макарович Кладько, Iwan Makarowicz Kład'ko; ur. 1906 w Kramatorsku, Gubernia charkowska, Imperium Rosyjskie, zm. 23 lutego 1943 w Heorhijewce, w obwodzie ługańskim) – ukraiński piłkarz grający na pozycji obrońcy, trener piłkarski oraz żołnierz Armii Czerwonej.

## Kariera piłkarska
Na początku lat 20. XX wieku rozpoczął karierę piłkarską w klubie Szturm Charków. W 1936 zakończył aktywną karierę piłkarską.
W 1930 uczestniczył w składzie reprezentacji ZSRR w zagranicznym tournée w Norwegii i Szwecji, wraz z legendarnymi radzieckimi piłkarzami Walentinem Granatkinem, Michaiłem Butusowym oraz braćmi Andriejem i Nikołajem Starostinymi.
Po zakończeniu kariery piłkarskiej rozpoczął pracę trenerską. W 1936 objął stanowisko głównego trenera klubu Dzerżyneć Woroszyłowgrad, który został zorganizowany w wyniku fuzji ługańskich klubów Metalist i Dinamo. Często również wychodził na boisko pomóc swoim podopiecznym na pozycji ostatniego obrońcy. W 1938 zdobył mistrzostwo Ukraińskiej SRR i awansował do II grupy ZSRR. Po zakończeniu sezonu 1939 system ligowy został reorganizowany i klub okazał się ponownie w niższej lidze.
W 1941 roku, kiedy rozpoczęła się wojna niemiecko-radziecka, prawie cały skład Dzerżyńca poszedł bronić ojczyznę przed niemieckim najeźdźcą. W wyniku walk trener Kład'ko został ciężko ranny. Zmarł od ran 23 lutego 1943. Został pochowany w Heorhijewce w obwodzie ługańskim. Miał zaledwie 36 lat.

## Sukcesy i odznaczenia

### Sukcesy klubowe
- mistrz Ukraińskiej SRR: 1927, 1928 (w składzie reprezentacji Charkowa)

### Sukcesy trenerskie
- mistrz Ukraińskiej SRR: 1938 (z Dzerżyńcem Woroszyłowgrad)

### Sukcesy indywidualne
- wybrany do listy 33 najlepszych piłkarzy w ZSRR: Nr 1 (1930)